# Silver-Russell-Syndrom
Das Silver-Russell-Syndrom (SRS) ist eine Form des bereits intrauterinen Kleinwuchses. Die Krankheitshäufigkeit wird weltweit auf ungefähr 1-3 von 100.000 Geburten geschätzt und zählt damit zu den seltenen Krankheiten. Intrauteriner Kleinwuchs ist die Sammelbezeichnung für solche Entwicklungsbesonderheiten, die bei Kindern bereits im Mutterleib (= intrauterin) entstehen und insbesondere durch Ernährungsmangel und Wachstumsrückstand des Kindes bei der Geburt auffallen. Die Ursachen des Silver-Russell-Syndroms sind noch nicht vollständig bekannt. Im englischsprachigen Raum wird das Silver-Russell-Syndrom (SRS) meist Russell-Silver-Syndrom (RSS) genannt.
Das Syndrom ist nicht mit dem Silver-Syndrom (Spastische Paraplegie SPG17) zu verwechseln.

## Geschichte & Genetik
Erstmals wurde das Syndrom 1953/1954 von Henry Russell (England) und Alexander Silver (USA) unter wissenschaftlichen Gesichtspunkten beschrieben. Seitdem sind über 360 Fälle publiziert, von denen die meisten Fälle nach bisherigen Erkenntnissen sporadisch aufgetreten sind, wenngleich auch einige wenige familiäre Häufungen und Geschwisterfälle bekannt wurden. Aus diesem Grund wird eine genetische Ursache vermutet.
Bislang konnte bei etwa 10 von 100 der Menschen mit SRS eine maternale uniparentale Disomie 7 (UPD(7)mat) nachgewiesen werden. Das bedeutet, dass das Kind von seiner biologischen Mutter zwei Kopien des Chromosoms der Nummer 7 geerbt hat und nicht wie üblich eine Kopie von der Mutter und eine vom Vater, was für ein Imprinting spricht. Die Kopie des väterlichen Chromosoms 7 ist bei den Menschen mit SRS entweder gar nicht vorhanden oder sie ist beschädigt.
Bei etwa 40 % der SRS-Patienten kann heute (2010) eine Störung der DNA-Methylierung auf Chromosom 11 nachgewiesen werden. Hierbei liegt eine Hypomethylierung des paternalen (väterlichen) Allels der  H19-DMR (ICR1 – Differentiell methylierte Region o. Imprinted controle region) in 11p15 vor. H19 codiert für eine nicht translatierte RNA, also eine RNA, die nicht in ein Protein übersetzt wird.
Das H19-Gen steht unter der Kontrolle einer „imprinting control region“ oder auch DMR (differenziell methylierte Region), die beim väterlichen Chromosom methyliert und beim mütterlichen Chromosom unmethyliert vorliegt. Ist die DMR1 methyliert, wird der embryonale Wachstumsfaktor IGF2 gebildet, der zusammen mit H19 unter der Kontrolle der ICR1 steht. Das ist beim väterlichen Allel der Fall. Beim unmethylierten maternalen Allel wird statt des Wachstumsfaktors IGF2 die RNA von H19 exprimiert. Wichtig hierfür ist die Bindung des Zinkfingerproteins CTCF. Die Anlagerung von CTCF an die DNA in der ICR1 bewirkt eine „Isolation“ des IGF2-Gens vom Promotor/Enhancer-Bereich, der stromaufwärts auf der DNA liegt. Dadurch kann nur H19 exprimiert werden. Ist die ICR1 methyliert (paternales Chromosom), kann CTCF nicht binden und statt H19 wird IGF2 erzeugt.
Bei einigen Menschen mit SRS wurden andere chromosomale Strukturbesonderheiten gefunden, z. B. eine Verlängerung am kurzen Arm des Chromosoms 7 (Umbauten in 7p), Verkürzungen am langen Arm des Chromosoms 17 (Region 17q23-25) oder Brüche auf dem Chromosom X (einem der Geschlechtschromosomen). Durch moderne Karyotypisierungs-Methoden (SNP-Arrays) konnten auch Mikrodeletionen bei Silver-Russell Patienten gezeigt werden. Gegen eine einheitliche genetische Ursache spricht ein ungleichförmiges Auftreten des SRS bei eineiigen Zwillingen.

## Diagnose
Das Silver-Russell-Syndrom ist oft schwierig von SGA (Small for Gestational Age) abzugrenzen. Für die Diagnose müssen mindestens vier von sechs klinischen Merkmalen erfüllt sein:
- vorgeburtlicher Kleinwuchs: kleiner als −2 Standardabweichungen (SDS) unter der Durchschnittslänge für das jeweilige Schwangerschaftsalter
- nachgeburtlicher Kleinwuchs: im Alter von ca. 24 Monaten kleiner als −2 SDS unter der Durchschnittshöhe
- relativ großer Kopf im Vergleich zum Körper bei Geburt: Kopfumfang bei Geburt mehr als 1,5 SDS über dem nach Länge oder Gewicht des Kindes zu erwartenden Umfang
- vorgewölbte Stirn: im Seitenprofilbild im Kleinkindalter über andere Gesichtsstrukturen herausragend
- Körperasymmetrie: unterschiedliche Bein- oder Armlängen mit mindestens einem weiteren asymmetrischen Körperteil
- Fütterungsprobleme und / oder niedriger Body Mass Index (BMI): Body Mass Index geringer als −2 SDS im Alter von ca. 24 Monaten oder Einsatz von Sondenernährung oder medikamentöser Appetitanregung[2]

Bei Verdacht auf das Silver-Russell-Syndrom bei einem Kind sollte an erster Stelle eine Untersuchung des Methylierungsstatus der DMR (differenziell methylierte Region) auf dem Gen H19 erfolgen. Dies geschieht entweder durch einen Southern Blot oder aufgrund der besseren Detektionsrate durch eine MS-MLPA (methylation sensitive – multiplex ligation dependend probe amplification). Gleichzeitig erfolgt meistens eine Testung auf eine maternale UPD des Chromosoms 7 (uniparentalen Disomie 7 (UPD(7)mat) durch eine MS-PCR (methylierungssensitive PCR) an den Loci MEST und GRB10. Bleiben diese Tests ohne Ergebnis, ist es ratsam, eine molekulare Kariotypisierung über einen DNA-Array (Chip) in Erwägung zu ziehen. Manchmal ist eine eindeutige Diagnose (zunächst) nicht möglich.
Diese bekannten genetischen Veränderungen lassen sich bei einem Teil der Betroffenen nicht nachweisen – es gibt also keinen Test, der das Silver-Russell-Syndrom sicher ausschließen kann, und die Diagnose basiert somit primär auf den oben aufgeführten charakteristischen Merkmalen.

## Symptome
Mit der Zeit sind einige Besonderheiten dokumentiert worden, die sehr häufig bei Menschen mit Silver-Russell-Syndrom festgestellt werden können. Nicht alle Merkmale kommen bei allen Menschen mit SRS vor beziehungsweise lassen sich in gleich starker Ausprägung finden. Abgesehen von genetischen Besonderheiten sind die am häufigsten vorkommenden Besonderheiten:
- SGA (Small for Gestational Age) – ein vergleichsweise kleines und untergewichtiges Kind; selbst bei termingerechter Entbindung beträgt das Geburtsgewicht in der Regel weniger als zwei Kilogramm
- ein im Vergleich zum Körper recht großer Kopf, der sich altersentsprechend entwickelt (d. h., dass das intrauterine Gehirnwachstum am wenigsten beeinträchtigt wurde)
- vergleichsweise hohe, vorgewölbte Stirn
- dreieckige Gesichtsform
- vergleichsweise tief sitzende und weit hinten am Kopf ansetzende Ohren
- Lidfalte an den Augen
- spitzes Kinn
- kleiner Mund mit herabhängenden Mundwinkeln, Mikrognathie
- Zahnfehlstellungen, Mikrodontie
- vergleichsweise dünne Haut
- spärliche Fettpolster unter der Haut, wenig Muskelmasse
- weißliche oder bräunliche Flecken auf der Haut (Hyperpigmentierungen)
- Fehlstellung der Finger und/oder Zehen
- Klinodaktylie – Krümmung der fünften Finger, zum Teil mit Verkürzung
- deutlich verzögerte Knochenreifung, wodurch das Längenwachstum stets unter dem Durchschnitt der jeweiligen Altersgruppe liegt
- mehr oder weniger deutlich ungleichmäßiges Wachstum (generelle oder lokale laterale Asymmetrie, insbesondere der Extremitäten)
- Erwachsenengröße bei zwei von drei Menschen unterdurchschnittlich, bei einem von drei wie üblich; in der Wachstumsphase liegt bei 90 von 100 Kindern ein Wachstumsrückstand gegenüber Gleichaltrigen vor
- anhaltendes Untergewicht in Relation zur Körpergröße (teils bedingt durch häufig auftretende Besonderheiten beim Trink- und Essverhalten im Kleinkindalter)
- bei einigen Kindern liegt eine Gaumenspalte vor
- zum Teil Hörbeeinträchtigungen
- oft vergleichsweise hohe (piepsige) Stimme
- vorzeitige Pubertät
- Neigung zu Unterzuckerung – Absinken des Blutzuckerspiegels auf Werte unter etwa 40 bis 50 mg/dl
- Keratokonus (eine Erkrankung der Augenhornhaut)[4][5]

### Körpergröße
Als Erwachsene erreichen Frauen mit Silver-Russell-Syndrom in der Regel eine Körpergröße von 139 – 147 cm, Männer eine Größe von 151 – 154 cm. Der Grund für den Kleinwuchs ist nicht vollständig bekannt. Nur wenige Kinder mit SRS weisen einen Mangel an Wachstumshormonen auf.

## Sonstiges
Da die kognitive Leistungsfähigkeit von Menschen mit Silver-Russell-Syndrom nicht bzw. nicht in besonderem Maße eingeschränkt ist, ist fast allen Kindern ein Regelkindergarten- und Regelschulbesuch möglich. Zwar schneiden Kinder mit SRS in Intelligenztests meist ein paar Prozentpunkte schlechter ab als ihre Geschwister, dies ist jedoch kein schwerwiegender Unterschied – und es ist im Übrigen nicht klar, ob es wirklich auf das SRS zurückzuführen ist. Erwachsene können einen Regelberuf erlernen und ausüben. Menschen mit SRS sind in ihrer Lebensgestaltung- und führung und in ihrer Lebensqualität durch ihre Behinderung medizinisch gesehen normalerweise nicht eingeschränkt.
Die Häufigkeit des Silver-Russell-Syndroms wird auf 1:100.000 bis 1:30.000 geschätzt. Damit gehört es zu den Seltenen Erkrankungen.

## Therapie
Bei vielen betroffenen Kindern sind Physiotherapie (bei einer motorischen Entwicklungsverzögerung) oder Ergotherapie (bei Konzentrationsproblemen) sinnvoll.
Ein Teil der Kinder hat durch die engen Verhältnisse im Nasen-, Rachen- und Ohrenbereich häufige Ohrenentzündungen und Paukenergüsse, die ebenfalls therapiebedürftig sind.
Aufgrund der Neigung zu Unterzuckerung ist die Überwachung des Blutzuckers und ein rechtzeitiges Gegensteuern wichtig.
Nachdem in den ersten Lebensjahren häufig Ernährungsprobleme auftreten, die teils mit Magensonden oder appetitanregenden Medikamenten behandelt werden, ist eine Vermeidung von Übergewicht notwendig, um das Risiko für Stoffwechselstörungen und kardiovaskulären Erkrankungen im Erwachsenenalter zu senken – denn dieses Risiko ist bei SRS-Betroffenen erhöht.
Bei betroffenen Kindern mit einem gesicherten Wachstumshormonmangel ist eine kontinuierliche Behandlung mit Wachstumshormonen angezeigt.
Andere Kinder mit Silver-Russell-Syndrom, die keinen solchen Mangel aufweisen, können trotzdem von einer Behandlung mit Wachstumshormonen profitieren: Der Appetit verbessert sich meist und die Muskelkraft nimmt zu, wodurch sich die Mobilität des Kindes erhöht und das Hypoglykämie-Risiko reduziert wird. Zudem wird ein durchschnittlicher Größenzuwachs von etwa sieben bis neun Zentimetern erreicht.

## Differentialdiagnose
Als Differentialdiagnose zum SRS kommen folgende Besonderheiten in Frage:
- Fetales Alkoholsyndrom (FAS)
- Floating-Harbor-Syndrom
- sonstige Formen des angeborenen Kleinwuchses wie z. B. das SHORT-Syndrom, der MULIBREY-Kleinwuchs oder das 3M-Syndrom.